# Delaware
Delaware is een van de vijftig staten van de Verenigde Staten. De standaardafkorting is DE. De hoofdstad is Dover.

## Geschiedenis
Het gebied dat nu Delaware heet, werd oorspronkelijk bevolkt door inheemse volkeren. De Lenni-Lenape, die een van de oudste Algonkin-sprekende volkeren van Noord-Amerika waren, werden bij de Europese kolonisten dan ook bekend onder de naam 'Delawares'. Zowel Nederlanders als Zweden vestigden zich er in de 17e eeuw, maar na 1682 maakte het deel uit van de Engelse kolonie Pennsylvania. De naam "Delaware" is afgeleid van de titel van Sir Thomas West (1577-1618; Lord de la Warr), die gouverneur van Virginia was.
Aan het begin van de 18e eeuw splitsten drie counties zich af wegens een in Pennsylvania gestemde anti-slavernijwet en vormden samen de kolonie Delaware.
Delaware hoorde bij de dertien koloniën die samen de Engelse overheersing bestreden (zie: Amerikaanse Revolutie). Op 7 december 1787 ratificeerde het als eerste de grondwet, reden waarom zijn bijnaam First State is. De grens tussen Maryland en Delaware is onderdeel van de zogeheten Mason-Dixonlijn. De staten ten zuiden van deze Mason-Dixonlijn werden later Dixie en Dixieland genoemd.
Hoewel Delaware slavernij kende, bleef het tijdens de Amerikaanse Burgeroorlog bij de Unie. Op 18 februari 1865, vlak voor de overgave van de Confederatie, stemde Delaware tegen de afschaffing van de slavernij. Pas op 12 februari 1901 ratificeerde Delaware het 13de amendement van de Grondwet.

## Geografie
De staat Delaware beslaat 6.452 km², waarvan 5.068 km² land is. Op Rhode Island na is het de kleinste van de vijftig staten. Het behoort tot de Eastern tijdzone.
Delaware beslaat het noordoosten van het schiereiland Delmarva, dat door de Atlantische Oceaan omringd wordt. In het noorden grenst het aan de staat Pennsylvania, in het westen en zuiden aan Maryland en in het oosten aan New Jersey. Een deel van de staatsgrens is bepaald door de Twelve-Mile Circle.
De belangrijkste rivier is de Delaware, die de grens met New Jersey vormt. Het hoogste punt van het vlakke Delaware ligt op slechts 137 m.

## Demografie
In 2015 telde Delaware 945.934 inwoners (179 per km²). De grootste steden zijn Wilmington en hoofdstad Dover.
Volgens de 2010 United States Census had Delaware een bevolkingsaantal van 897.934. 68,9% was blank (waarvan 65,3% niet-latino blanken waren), 21,4% was Afro-Amerikaan, 0,5% was Indiaans of Eskimoos, 3,2% Aziatisch Amerikaans, 0,0% was Pacifisch, 3,4% was van een andere ras en 2,7% was afkomstig van twee of meer rassen. 8,2% van de Delawarese bevolking behoort tot de latino's.

## Economie
Het bruto product van de staat bedroeg in 2001 41 miljard dollar.
De wetgeving in Delaware ten aanzien van onder meer belastingheffing en vijandige overnames wordt door veel bedrijven als zeer gunstig gezien, zodat er veel bedrijven zijn die formeel in Delaware gevestigd zijn terwijl hun hoofdkwartier zich in een andere staat bevindt.

## Bestuurlijke indeling
Delaware is verdeeld in drie county's en is daarmee de staat met de minste county's.

## Politiek

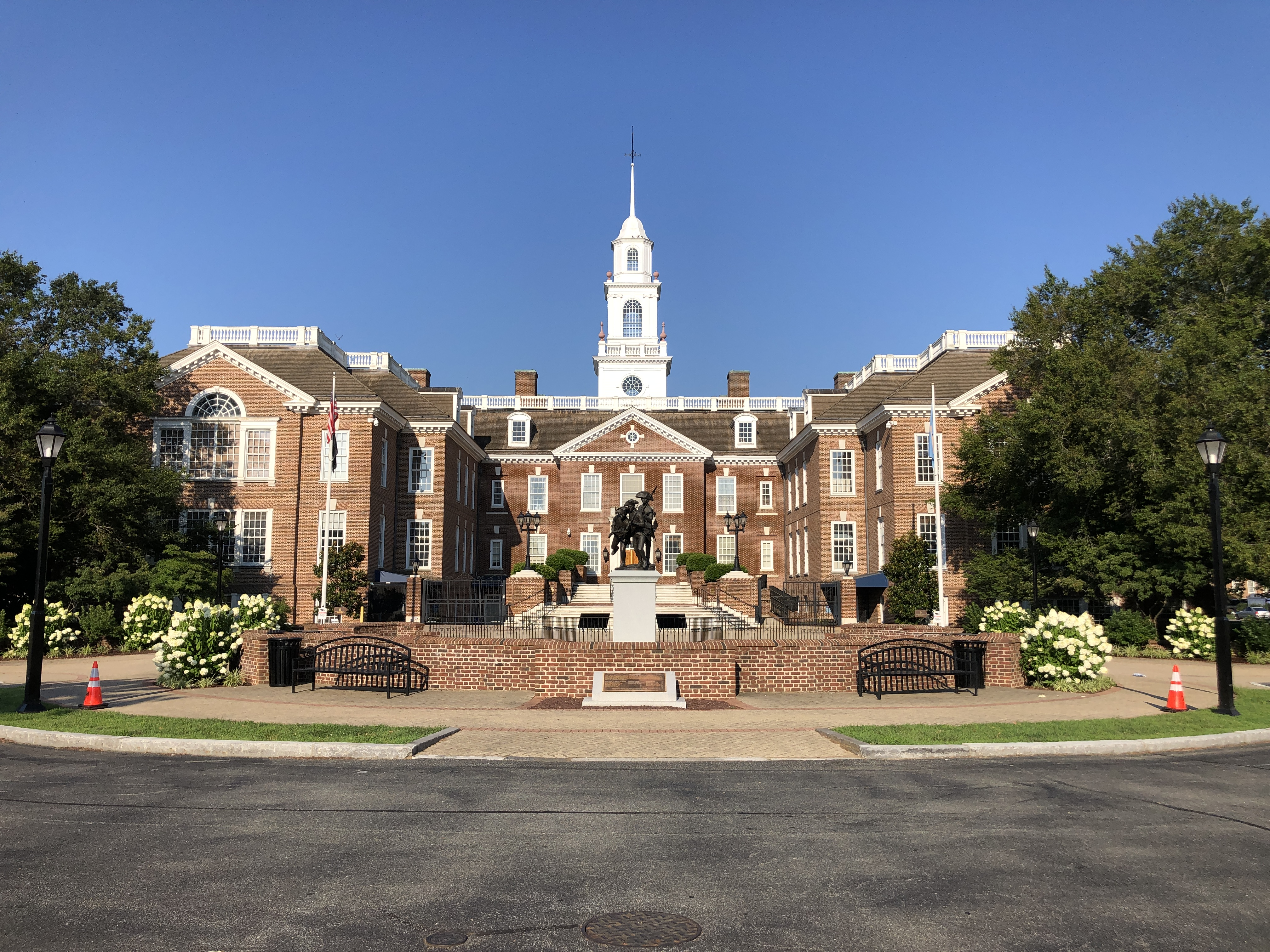
Parlementsgebouw van Delaware in Dover (2022)

Aan het hoofd van de uitvoerende macht van Delaware staat een gouverneur, die direct gekozen wordt door de kiesgerechtigden in de staat. De huidige gouverneur is Matt Meyer van de Democratische Partij. Hij werd verkozen bij de gouverneursverkiezingen van 2024 en trad aan op 21 januari 2025.
De wetgevende macht bestaat uit het Huis van Afgevaardigden van Delaware (Delaware House of Representatives) met 41 leden en de Senaat van Delaware (Delaware Senate) met 21 leden. De Democraten hebben een meerderheid in de Senaat sinds meer dan twintig jaar. Sinds de verkiezingen van 2008 hebben ze ook een meerderheid in het Huis.
De vertegenwoordiging in het Amerikaans Congres bestaat uit twee senatoren en één volksvertegenwoordiger; deze zijn alle drie Democraten sinds de verkiezingen van 2010. Een bekend voormalig senator (1973–2009) is Joe Biden, die tevens vicepresident (2009–2017) en president van de Verenigde Staten (2021–2025) was.